# James Learmonth
Sir James Rögnvald Learmonth (Gatehouse of Fleet, 23 marzo 1895 – Broughton, 27 settembre 1967) è stato un chirurgo scozzese, pioniere della neurochirurgia.

## Biografia
Studiò presso la Girthon School dove suo padre, William Learmonth, era il preside, per poi passare al Kilmarnock Academy. Dal 1913 studiò medicina presso l'Università di Glasgow. I suoi studi vennero interrotti dalla prima guerra mondiale. Combatté nel fronte occidentale come un ufficiale del King's Own Scottish Borderers. Alla fine della guerra raggiunse il grado di capitano.

## Carriera medica
Dopo la guerra, Learmonth tornò all'università. Continuò la sua formazione medica a Glasgow's Western Infirmary (1921-1922). Ricevette una borsa di studiò presso la Mayo Clinic di Rochester.
Dopo il suo lavoro di ricerca negli Stati Uniti, tornò in Scozia e riprese il suo lavoro presso il Glasgow's Western Infirmary. Inoltre continuò a studiare e nel 1927 conseguì il Master in Chirurgia e nel 1928 divenne un Fellow of the Royal College of Surgeons of Edinburgh. Il suo lavoro di ricerca lo portò di nuovo alla Mayo Clinic per la seconda volta e lavorò lì per i successivi quattro anni.
Nel 1932 Learmonth ricoprì la carica di professor di chirurgia presso l'Università di Aberdeen, carica che ricoprì per i successivi sei anni. Poi tenne una cattedra in chirurgia presso l'Università di Edimburgo (1939-1956).
Nel 1949, Learmonth eseguì una simpaticectomia lombare su Giorgio VI per trattare la malattia vascolare del re (Malattia di Buerger). È stato nominato chirurgo del re in Scozia e, dopo la sua morte, come un chirurgo della regina in Scozia (1952-1960).

## Morte
Learmonth andò in pensione nel 1956. Si trasferì a Broughton con la moglie, Charlotte Newell Bundy, che aveva incontrato e sposato nel 1925, e i loro due figli. All'inizio del 1967, Learmonth, che era un pesante fumatore, gli venne diagnosticato un cancro ai polmoni; morì nella sua casa di Broughton in quello stesso anno il 27 settembre 1967.